# Kwashiorkor

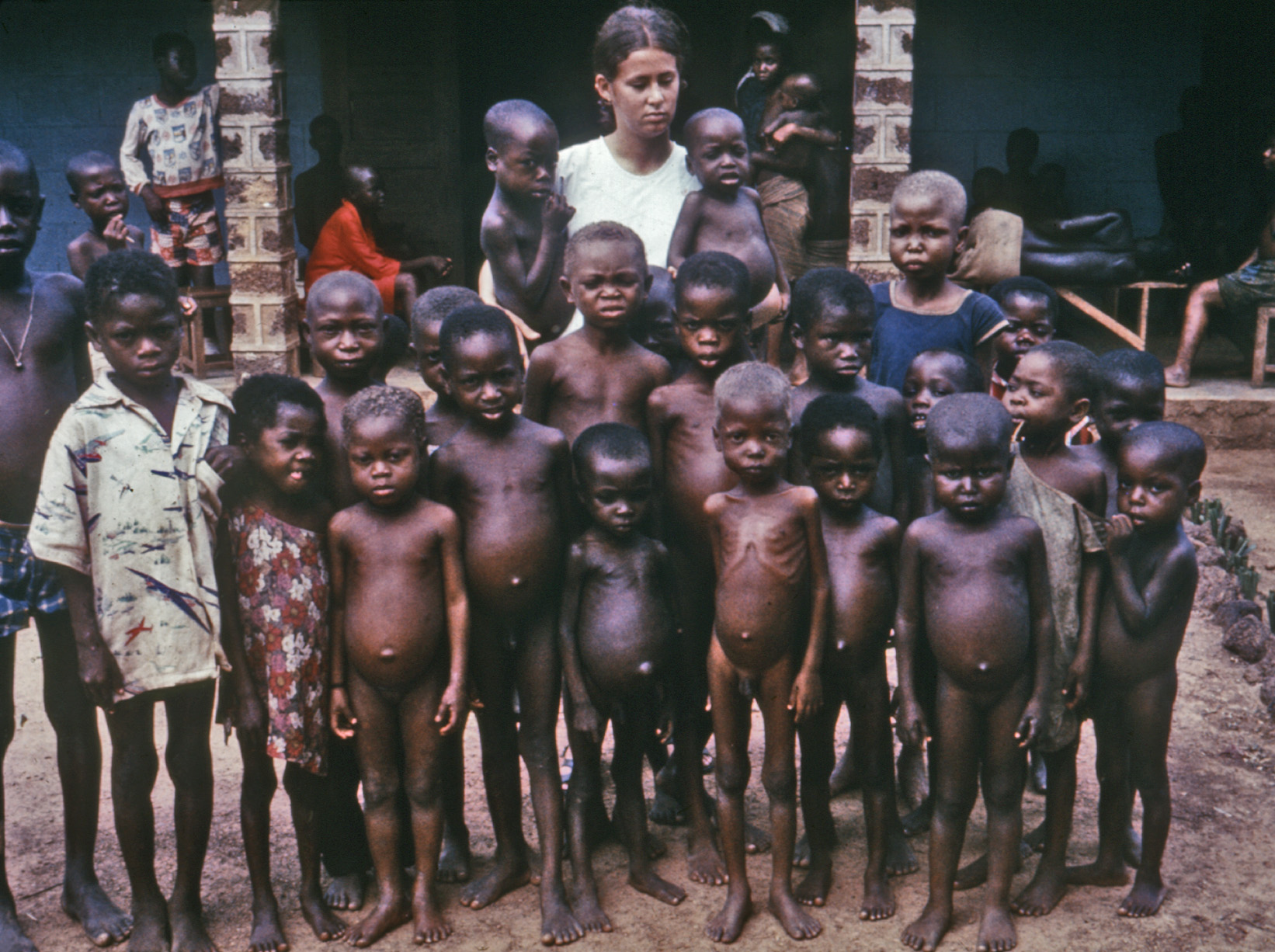
Veel kinderen op deze foto uit een Nigeriaans weeshuis eind 1960 vertonen verschijnselen van ondervoeding, waarvan er vier grijsblond haar hebben als gevolg van kwashiorkor.

Kwashiorkor (ICD-10 E40), ook hongeroedeem of waterzucht genoemd, is een aandoening bij kinderen die wordt veroorzaakt door een langdurig eiwittekort door slechte of eenzijdige voeding.  Het dient onderscheiden te worden van een andere vorm van ondervoeding, marasmus.
Kwashiorkor komt voor onder kinderen in de zogenaamde derdewereldlanden en geeft aanleiding tot het bekende beeld van kinderen met een gezwollen onderbuik en ros haar. Het deed zich ook aan het eind of tijdens de Tweede Wereldoorlog veel voor bij de ondervoede bevolking, in Nederland vooral in het westen van het land en in de jappenkampen in Nederlands-Indië, waar de bevolking met alleen kleine hoeveelheden rijst en varianten daarop in leven werd gehouden.

## Etymologie
De naam is afkomstig van een van de Kwa-talen van Ghana. Het betekent "degene die is verwijderd", wat doelt op het oudere kind dat geen borstvoeding meer krijgt wanneer een nieuw kind is geboren. De oudste krijgt dan enkel nog meelpap en knollen.

## Mechanisme
Door het verlies van eiwit uit het bloed, treedt een verstoring op in de waterhuishouding, c.q. wegvallen van de colloïdosmotische druk, waardoor er geen vocht meer uit de weefsels kan worden weggezogen. Hierdoor ontstaat een grote hoeveelheid vocht rondom de lichaamscellen. Gevolg is dat de weefsels in de buik gaan opzwellen en een zogenaamde hongerbuik ontstaat.

## Symptomen
Symptomen zijn: apathie, gezwollen buik, diarree, droog en dun haar dat roodachtig-geel of wit is, gebrekkige  weerstand tegen infecties, gezicht soms gezwollen (vollemaans gezicht), ledematen soms gezwollen, pigmentvlekken op de huid, ruwe huid, verlies aan spiermassa, in een laat stadium shock, bij kinderen: onvoldoende gewicht, waardoor groeien onmogelijk is.

## Kenmerken
- Vroeg stadium
  - algemene vermoeidheid
  - irritabiliteit
  - lethargie
- Verder gevorderd stadium
  - anorexie
  - groeistilstand
  - algemene debilitas
  - huiddepigmentatie
  - huidulceratie
  - erythrosquameuze dermatose
  - oedemen aan de benen en het gelaat
  - zwelling van de parotisklier
  - leverzwelling en vervetting
  - vetdiarree

## Diagnose
Bij lichamelijk onderzoek zal de arts het volgende opmerken: een vergrote lever, oedeem, een gezwollen en naar voren uitpuilende buik.
Voor diagnostisch onderzoek is urine- en bloedonderzoek vereist en kan worden aangevuld met huidbiopsie.

## Behandeling
Behandeling vindt plaats door het toedienen van meer calorieën en eiwitten (koolhydraten, enkelvoudige suikers en vetten), en vitaminen en mineralen. Wanneer de behandeling niet of niet op tijd gebeurt, kan men aan deze aandoening overlijden. Bij kinderen zal ondanks een adequate behandeling een groeiachterstand optreden.